# Chuck Blazer
Charles Gordon Blazer (Nova York, 26 de abril de 1945 - New Jersey, 12 de julho de 2017) foi um administrador de futebol estadunidense, que ocupou vários cargos de alto nível antes de se tornar um informante do governo sobre corrupção generalizada no futebol organizado. Foi membro do Comitê Executivo da FIFA de 1996 a 2013, secretário geral da CONCACAF de 1990 a 2011 e vice-presidente executivo da Federação de Futebol dos EUA.
Em 2013, Blazer admitiu ter conspirado com outros membros do Comitê Executivo da FIFA para aceitar subornos em conjunto com a oferta fracassada de Marrocos e a oferta bem-sucedida da África do Sul de se tornar anfitriã da Copa do Mundo em 1998 e 2010, respectivamente. Suas admissões vieram durante testemunho dado em um processo de sentença selado em um tribunal federal de Nova York.

## Vida
Blazer cresceu em uma família judia de classe média no bairro de Queens em Nova York, onde seu pai administrava uma papelaria e uma loja de jornais. Ele frequentou a Forest Hills High School e depois se formou em contabilidade na Universidade de Nova York. Depois de se formar, ele se matriculou na Stern School of Business da NYU, mas não completou seu MBA. Ele passou vários anos vendendo itens promocionais e de marketing. Quando seu filho começou a jogar futebol juvenil no Condado de Westchester, Nova York, em 1976, Blazer começou a treinar o time, mesmo que ele nunca tivesse jogado o jogo. Ele é lembrado como um administrador habilidoso e ativo, mais interessado em organizar do que em treinar. Ele avançou na administração de futebol juvenil até a Associação de Futebol do Leste de Nova York.

## Carreira
Em 1984, convencendo Pelé a fazer campanha por ele, ele foi eleito para a Federação de Futebol dos Estados Unidos como vice-presidente executivo encarregado de competições internacionais. Nos dois anos seguintes, o time de futebol masculino dos EUA disputou 19 partidas, tendo disputado apenas duas nos dois anos anteriores à eleição de Blazer. Enquanto estava no futebol americano, Blazer desempenhou um papel central na decisão de fazer a oferta bem-sucedida da Copa do Mundo de 1994. Também durante esse período, o time de futebol feminino dos EUA foi formado. A posição de Blazer deu-lhe um assento no conselho da CONCACAF, onde conheceu Jack Warner. Em 1986, depois de não conseguir a reeleição, ele co-fundou a American Soccer League, administrando-a de sua casa. Durou apenas dois anos, com Blazer sendo forçado a sair pelos proprietários que sentiram que tinham sido mantidos no escuro sobre finanças. Ele se tornou presidente do Miami Sharks, assumindo o controle das finanças, apenas para sair precipitadamente após cinco meses em maio de 1989.
Em 1989, Blazer convenceu Jack Warner a concorrer à presidência da CONCACAF. Blazer administrou a bem-sucedida campanha de Warner e foi então nomeado Secretário Geral. Ele foi o secretário geral da CONCACAF de 1990 a 2011. Ele foi membro do Comitê Executivo da FIFA de 1996 a abril de 2013, quando Sunil Gulati foi eleito para substituí-lo.

## Alegações e condenação por corrupção
Em maio de 2011, em resposta às alegações de suborno feitas por representantes nacionais em uma reunião da União de Futebol do Caribe (CFU) em 10 de maio, Blazer iniciou uma investigação do presidente da AFC, Mohammed bin Hammam, e do vice-presidente da FIFA, Jack Warner. A investigação foi conduzida por John P. Collins, ex-promotor federal dos Estados Unidos e membro do Comitê Jurídico da FIFA. Seu envio levou à suspensão da Warner e Bin Hammam de todas as atividades de futebol da FIFA em 29 de maio de 2011, enquanto se aguardava o resultado das investigações e procedimentos da própria FIFA. A presidente interina da CONCACAF, Lisle Austin, tentou demitir Blazer cinco dias depois, mas a ação foi bloqueada pelo comitê executivo da CONCACAF. Em 15 de junho de 2011, Blazer foi interrogado pelo Comitê de Ética da FIFA.
Em 14 de agosto de 2011, o jornalista Andrew Jennings observou no jornal britânico The Independent que o FBI estava examinando evidências documentais que revelavam pagamentos confidenciais de futebol a contas no exterior operadas pela Blazer. Ele começou a trabalhar disfarçado para o FBI em dezembro de 2011.
Em 19 de abril de 2013, Blazer e Jack Warner foram acusados de fraude maciça durante seus anos como executivos da CONCACAF. Uma auditoria forense do Comitê de Integridade da organização determinou que os dois homens haviam funcionado sem contrato por escrito de 1998 até suas respectivas partidas, e que Blazer recebeu US$ 15 milhões em comissões por seus serviços durante esse período. Uma fonte anônima do governo esperava que uma investigação em andamento do FBI sobre as finanças da Blazer fosse expandida significativamente e acompanhada pelo IRS. Em maio de 2013, o Blazer foi suspenso por 90 dias.
Em 1º de novembro de 2014, foi relatado (pelo New York Daily News) que Blazer havia sido um informante confidencial do FBI e da Receita Federal e gravou importantes reuniões entre executivos da FIFA e dos Jogos Olímpicos de Verão de 2012. Blazer foi obrigado a informar o FBI e o IRS depois que descobriram mais de uma década de impostos não pagos sobre rendas ocultas e multimilionárias. Em 27 de maio de 2015, vários funcionários da FIFA foram presos em Zurique, com Blazer sendo uma testemunha importante na investigação que levou às prisões. Em troca de sua cooperação, Blazer concordou em se declarar culpado de acusações que incluem extorsão, fraude eletrônica, sonegação de impostos e lavagem de dinheiro. Blazer morreu antes de ser sentenciado. O atraso na sentença foi causado pelas decisões de seus co-réus em ir a julgamento.
Em 3 de junho de 2015, a transcrição de um processo de sentença fechado (que ocorreu no Tribunal Distrital dos EUA no Distrito Leste de Nova York em 25 de novembro de 2013) foi retirada e tornada pública. Em seu depoimento de 2013, Blazer admitiu ter conspirado com outros membros do Comitê Executivo da FIFA para aceitar subornos em conjunto com a seleção dos anfitriões da Copa do Mundo de 1998 e 2010. Em 9 de julho de 2015,  Blazer recebeu uma proibição vitalícia da FIFA de todas as atividades relacionadas ao futebol.

## Morte
Blazer morreu em 12 de julho de 2017, de câncer colorretal em um hospital de Nova Jersey aos 72 anos. No momento de sua morte, ele também sofria de doença arterial coronariana e diabetes.